# 佐法爾山系
佐法爾山系（阿拉伯語：جِبَال ظُفَار ）是阿拉伯半島東南部的一系列山脈。從阿曼的佐法爾省延伸到也門的哈德拉毛省，最高點海拔2100米。从东到西，佐法尔山系分为三座山脉：塞姆汉山、盖拉山、盖迈尔山。
不同於阿拉伯半島其他地方，因受益於6月至9月間來自印度洋的西南季風，降雨量大，溪流不斷，使該地區成為阿曼最肥沃的地區(也成為最多動物棲身的地區，包括稀有的阿拉伯豹)。